# Zeche Gesegnete Schiffahrt
Die Zeche Gesegnete Schiffahrt in Hattingen-Blankenstein ist ein ehemaliges Steinkohlenbergwerk. Die Zeche war auch unter den Namen Zeche Die Gesegnete Schiffahrt, Zeche Gesegneteschiffahrt oder Zeche Gesegnete Schifffahrt bekannt.

## Bergwerksgeschichte
Bereits im Jahr 1732 wurde mit dem Stollenbau begonnen. Im Jahr 1771 wurde die Mutung beim Bergamt eingelegt, im Anschluss daran fand in verschiedenen Flözen unregelmäßiger Abbau statt. Ab dem Jahr 1787 fand regelmäßiger Betrieb statt. Am 28. November des Jahres 1797 wurde das Grubenfeld verliehen. Um das Jahr 1815 war das Bergwerk nachweislich in Betrieb. Im Jahr 1820 konsolidierte die Zeche Gesegnete Schiffahrt mit der Nachbarzeche Zeche Glücklicher Hermann zur Zeche Hermanns Gesegnete Schiffahrt.